# Dormans
Dormans  là một xã thuộc tỉnh Marne trong vùng Grand Est đông nam nước Pháp. Xã này nằm ở khu vực có độ cao từ 62-250 mét trên mực nước biển.
Thị trấn Dormans kết nghĩa với:
- Dorsten, Đức [1]